# Орландо Рамон Агости
Орландо Рамон Агости (на испански: Orlando Ramón Agosti) е аржентински държавник, професионален военен. Той е бил член на управляващата военна хунта от 1976 до 1981 г. Заедно с Хорхе Рафаел Видела управлява Аржентина от 1976 до 1981 година като част от военната хунта.
Роден е на 22 август 1924 година в семейство с италиански корени.